# Frihedstiden
Frihedstiden (svensk: frihetstiden) er benævnelsen for perioden i Sveriges historie 1719 – 1772 hvor enevælden var ophævet til fordel for et parlamentarisk monarki. Den begyndte med Karl 12.s død ved Fredrikshald 1718 hvor den svenske stormagtsperiode sluttede og sluttedes med, at Gustav 3. gennemførte et statskup, der gradvist endte med genindførelsen af enevælden.

## Kongen mister magten til rigsdagen
På grund af de tunge byrder i form af skat og mandskab som Karl 12. krævede til opretholdelsen af det svenske stormagtsrige begyndte der at opstå en utilfredshed med den svenske enevælde. Den var særligt udbredt blandt embedsmændene, en klasse som efter det svenske aristokratis fald og gennem det af Karl 12. gennemførte bureaukratiske system, var blevet den mest indflydelsesrige i det svenske samfund. Systemets principper blev overtrådt gennem enevælden af kongen og statsminister Georg Heinrich von Görtz. De anså disse principper for at være en hindring for opretholdelsen af rigets vide udstrækning. Da Karl 12.s døde uden arvinger og hans søster Ulrikke Elenoras omstridte tronfølgeret (1718-1720) gav den af embedsmandsinteresser beherskede rigsdag fri hænder, blev enevælden afskaffet ved grundlovsforhandlingerne i 1719 og 1720. Enevælden var alligevel fortsat, men nu til fordel for rigsdagen som fik uindskrænkede lovgivende beføjelser. Sverige beholdt monarkiet, men kun som en symbolsk institution. Det var så meget lettere, som de følgende konger Frederik 1. og Adolf Frederik var svage regenter.
Det egentlige regeringsorgan skulle nu være rigsrådet, som kunne nedstemme kongen, men det tilsidesattes ved rigsdagens forslag og fra 1738 tildrog rigsdagen sig endda den ret at afskedige rådsmedlemmer. Det skulle egentlig være umuligt, fordi embedsmænd kun kunne afsættes ved retslig dom, men rigsdagen fandt på en slags juridisk process, hvor ansvaret for undladelsessynder eller tjenestefejl blev fordelt. Anklagepunkterne kunne være fejlfortolkninger af forfatningen eller at de råd, som blev givet, ikke modsvarede "rigets uomgængelige velfærd". 
Eftersom det var forbudt for rigsrådsmedlemmerne at sidde i riksdagen, blev de derfor kun stændernes "fuldmægtige" – eksekutorer af deres vilje, men med meget lidt selvstændig statsmagt. . På den måde afløstes det kongelige enevælde, suveræniteten, af stændervældet, riksdagssuveræniteten.
Den gamle magtfaktor, kongemagten, havde siden Karl 12.s tid mistet folkets tiltro. Og som garanti mod denne ønskedes fra adelens side i 1719 en sikker bureaukratisk forvaltningsadministration efter mønstret af den gamle regeringsform fra 1634 under et selvstændigt regerende rigsråd, og så vidt forløb realiseringen af denne tanke at det nye statsstyres forfatningsdokument blev kaldt regeringsform og at embedsværkets organisation i denne blev sikret mod alle ydre indgreb. Men erfaringen fra Karl 11.s formynderregering gjorde at selv en selvstændig rådsregering var uønsket for mange, og dette fjernede grundlaget for udførelsen af dette punkt af adelens program. Til gengæld havde man ikke tidligere oplevet fejlgreb eller magtmisbrug fra riksdagens side – den tredje magtfaktor i det svenske regeringssystem – og derfor syntes dette at være den eneste rigtige værn om "gammelsvensk ret" og inddroges i den nye regeringsforms bestemmelser, som på både kongens og rigsrådets bekostning samlede hele statsmagten i riksdagen.

## Resultatet af den nye ordning
Den nye frihed – efter hvilken perioden har sit navn – blev genstand for megen beundring i befolkningen og under indflydelse fra denne entusiastiske stemning udvikledes på mange områder, i samklang med periodens forkærlighed for teorien om nyttig virksomhed, både erhverv, videnskab og litteratur, og dette blev i mangt og meget grundlæggende for den videre udvikling i Sveriges kultur.
Også indenfor statens virke opnåedes mange positive resultater. Mange aspekter af riksdagens virksomhed, særligt udvalgsvæsenet, udvikledes på grundlag af praksis i riksdagsordningen af 1723. Desuden grundlovsfæstedes riksdagens bemyndigelse til at være den eneste der retsligt kunne give udtryk for folkets vilje, samt at denne skulle sammentræde mindst en gang hvert 3. år. Det var også først nu at der blev fastlagt særskilt differentiering mellem grundlovsstiftelse og lovsstiftelse, og på dette sidste område fuldbyrdedes et værk som allerede længe havde været under forberedelse, lovrevisionen af 1734, som stadig er grundlaget for gældende lov i Sverige og Finland i dag.

## Hattar og huer
I starten af frihedstiden fandtes ikke noget som kunne betegnes politiske partier; Arvid Horn dominerede som kancellipræsident og landmarskal (lantmarskalk) den svenske politik. Han ledede og dominerede rådet, og under hans periode dominerede rådet den førte politik. 1738 organiserede hans modstandere sig med støtte fra Frankrig i det som skulle blive til hattepartiet, og som var fortalere for blandt andet en merkantilistisk handelspolitik og en aggressiv udenrigspolitik. De som modsatte sig deres politik forenedes i en i starten løsere konstruktion som søgte støtte hos England og Rusland og som senere skulle udvikle sig til huepartiet, der blandt andet var fortalere for en bevarelse af en fredelig udenrigspolitik. Riksdagen af 1738 – 1739 væltede Horn, og derefter blev riksdagen magtens centrum. 

## Økonomisk politik
Centralt for denne tid er de svenske manufakturer som i løbet af 1700-tallet fik generøse bidrag af staten i et forsøg på at opretholde produktplakaten af 1724 der privligerede svensk producerede varer overfor udenlandske importprodukter. Manufakturer, der først og fremmest beskæftigede sig med tekstiler, jern, tobak, papir og sukker, oprettedes derefter i mange svenske byer.
Denne politik ledte til et økonomiskt opsving i første halvdel af 1700-tallet, som dog fik sin afslutning i 1765-1766 da statens politik blev den modsatte og indrettede sig på at nedlægge manufakturer i stor stil. Det som nu var i fokus for den svenske stat var landbruget, og reformerne heraf blev for størstedelens vedkommende påbegyndt af Jacob Faggot 1757 og 1762. De radikale reformer indenfor landbruget omkring århundredeskiftet 1800 var inspirerede af de engelske jordreformer, og groft sagt kan det siges at der skete en fordobling af produktiviteten mellem 1720 og 1840.
John Faggot tog initiativet til storskiftet i 1757, hvilket i princip indebar at skånske bønder skulle sammenlægge deres spredte individuelle agre til større sammenhængende marker, i stil med de senere danske landbrugsreformer, hvilket ville resultere i et større afkast og per automatik endda en befolkningsforøgelse. Først omkring århundredeskiftet kom dette dog til at realiseres, endda med visse forandringer og ud fra den engelske jordreform. Den "egentlige" reform påbegyndtes cirka 1783 af Rutger Macklean, som var en godsherre på Svaneholms slot i Skåne. Mackleans reformer fik en kølig modtagelse af de bønder som blev ramt af dem, og i visse byer var utilfredsheden så stor at halvdelen af bønderne valgte at flytte. Men de reformer som gennemførtes fik fodfæste i Skåne, og lignende reformer (dog ikke så radikale) påbegyndtes i flere omkringliggende len.

## Riksdagsbureakrati og magtkoncentration
Men selv om frihedstiden kunne bevidne fordelene ved et frit statsstyre, så gav den på andre områder også håndgribelige beviser for at den politiske magts fuldstændige koncentration på et sted kan være skadeligt, selv om det sker i frihedens navn. Den uindskrænkede riksdagsmagt indebar på nogle punkter en uindskrænket og ukontrolleret magt for det parti som tilfældigvis var i majoritet på riksdagen, hvilket nogle gange udnyttedes på den mest hensynsløse måde. Det var på denne måde at hattepartiets eventyrlige udenrigs- og handelspolitik kunne realiseres. Her må dog pointeres at de nyskabte partier ikke fungerede på samme måde som nutidens parlamentariske partivæsen. Riksdagen var opdelt i fire stænder, og i mange tilfælde gik skillelinjen mellem stænderne på tværs af partigrænserne. Beslutningsordenen -som indebar at tre stænder måtte være enige – gav også forudsætning for den livlige politiske aktivitet på riksdagen i denne periode. Ikke mindst bøndernes styrke øgedes derigennem, hvilket forøgede standens politiske bevidsthed i den bredere befolkning.
Udenrigspolitikken blev en karikatur af stormagtstidens krigeriske statskunst, på trods af at forudsætningerne for en sådan nu helt manglede, og det som kom til at hedde "hattenes krig" mod Rusland 1741-1743 kostede ved freden i Åbo i juni 1743 riget en del af Finland. Handelspolitikken, et for tiden velkendt merkantilistisk understøttelses- og beskyttelsessystem, blev opfattet som patriotisk men påvirkede kun en forsvindende lille andel af periodens økonomiske udvikling, hvortil kommer at den lille del den omfattede anvendtes til at støtte særinteresser på den bredere befolknings bekostning. Dette medførte sammen med den omkostningsrige krigspolitik at statskassen i løbet af 1760'erne kom i underskud. Efter 1765 anvendte det sejrende hueparti sine nye beføjelser over riksdagens lovgivningsmagt til at indføre økonomiske besparelser i den førnævnte merkantilistiske understøttelsespolitik, hvilket medførte et fald i antallet af svenske manufakturer og et fald i eksporten. Riksdagen havde også overtaget den dømmende magt og som lovgivende magt overskred begge partier ofte lovens ord i domme da den anså sig for værende hævet over samme.
Riksdagen tog derudover også kontrol med forvaltningsorganisationen, en rolle som kun kongen havde haft førhen. Muligheden for ekstern kontrol savnedes ikke i følge grundlovens bestemmelser, men indehaverne af riksdagens kontrolinstans, de egentlige magthavende stænder: adel, præster og borgere, og de endda kun de af disse som var medlemmer af det såkaldte "hemmelige udvalg" ("sekreta utskottet") var selv for størstedelens vedkommende embedsmænd, og derfor var den tilsyneladende udefra kommende kontrol i virkeligheden kun bureaukratisk selvkontrol. Der optrådte dog blandt de yngre huer egentlige antibureaukratiske tendenser, et resultat af dette ses bl.a. i den trykkefrihedsforordning som grundlovsfæstedes 1766. Det som især adskilte frihedstidens bureaukratiske selvkontrol fra tidligere tiders adelsvælde i Sverige i 1600-tallet var at den ikke blev håndhævet af et aristokratisk domineret rigsråd, men af en underordnede embedsmænd i kraft af riksdagssuveræniteten. Det var også herfra at regeringsformen fik sin parlamentaristiske karakter som riksdagsregeringen især fra 1738 fremtrådte som. Til forskel fra den engelske kom denne ikke til at resultere i en stærk kabinetsregering, men i stedet i en direkte riksdagsregering.
Det tilkom dog historisk og retsligt det svenske rigsråd en overordnet stilling overfor riksdagens embedsmandsstyre, men i praksis fik dette ikke muligheden for at udøve denne position i løbet af frihedstiden. Det skete igennem instruktioner fra riksdagen der lagde bånd på rådets beføjelser og denne inddrog også den virkelige regeringsmyndighed til sig selv eller dens deputationer i form af riksdagens mange udvalg.

## Baggrunden for Gustav 3.s statskup
De mange eksempler på embedsmandsmisbrug der opstod i denne periode udgjorde en god undskyldning for den kommende svenske konge Gustav 3. til at forsøge at genskabe monarkiets overhøjhed. Kritikken kom gik især på to punkter: Dels en kritik af bureaukratiet, dels en kritik mod de adelsprivilegier som stadig fandtes. Stridsæblet blev Gustav 3.s håndfæstning af 1772. Selv om de moderate adelsmænd i begge partier til slut stemte en godkendelse igennem af den af de andre tre stænder foreslåede variant, umuliggjorde afskedigelsen ved licentiering af tre rådsmedlemmer af hattepartiet, gennemført af huerne i de tre nedre stænder, al forsoning. 1772 ramtes Sverige, ligesom det meste af Europa, af fejlslagen høst og efterfølgende fødevaremangel. Gustav 3. havde allerede tidligere advaret riksdagen om at hvis dens medlemmer ikke kunne enes så ville han "øge [sin] magt, på både frihedens og lovens bekostning". Det var netop dette han gjorde. Ved et ublodigt statskup, som kun blev forsøgt forhindret af Carl Fredrik Pechlin og Ture Rudbeck indførte han en grundlov som indførte et regeringssystem i retning af et konstitutionelt monarki, der i løbet af nogle år efterhånden udvikledes til et enevælde.